# Joan Capri
Joan Capri (Barcelona, 10 de juliol de 1917 — Barcelona, 4 de febrer de 2000) fou un actor, humorista i monologuista català. El seu nom real era Joan Camprubí i Alemany. La seva participació en obres de teatre i els monòlegs que va enregistrar el van convertir en un emblema de l'humor català. Amb una ironia amable, però incisiva, va esdevenir una caricatura del català urbà mitjà que va fer riure diverses generacions.

## Biografia
Sempre va viure al Barri Gòtic de Barcelona, on va néixer, créixer (a casa amb els seus vuit germans) i morir (al seu pis del carrer Ferran). Va començar a treballar en el camp del teatre d'aficionats, segons paraules del mateix Capri, perquè "no servia per a res més" (va ser un mal estudiant i les seves primeres feines van ser vendre mongetes i fer de noi dels encàrrecs a un diari). Segons sembla, però, la seva capacitat de fer riure els altres li havia preparat el camí. El seu primer èxit es titulava Camarada Cupido, una obra de Xavier Regàs, a principis de la dècada del 1950. A partir d'aquest moment, s'especialitza en els monòlegs, enregistrats en disc (El nàufrag, El casament, El desmemoriat, El maniàtic, Vivendes protegides, etc.), però sense deixar de banda les obres tradicionals.
Al Teatre Romea viuria les seves millors hores amb obres com Romeu de 5 a 9 (1957), El nas d'en Cyrano (1959), Un metge imaginari (1965), Que vagi de gust, Sr. comissari, L'amic del ministre (1972), Aquí l'inspector Cristòfol... cambio (1974) i un celebradíssim Don Juan Tenorio (1976) amb la popular Mary Santpere. En el cinema, va participar en diverses pel·lícules, entre elles, En Baldiri de la costa (1968) i L'advocat, l'alcalde i el notari (1969).
A la fi de la dècada de 1970 es va mig retirar fins a la recuperació del personatge per a la televisió amb la sèrie Doctor Caparrós (en dues versions Medicina general i Metge de poble), treballant al costat de Maria Matilde Almendros i Joan Pera, que tot just iniciava la seva carrera, que va emetre Televisió Espanyola a Catalunya durant els anys vuitanta. Tornaria a treballar per a la televisió l'any 1990 a l'espai de monòlegs Amb l'aigua al coll, de TV3. En aquesta etapa, igual que en alguns dels seus monòlegs enregistrats, va treballar amb Joan Vilacasas com a guionista.
L'any 1982 se li va concedir la Creu de Sant Jordi. Va comptar, a més, amb una altra distinció: la Medalla d'Or al mèrit artístic de l'Ajuntament de Barcelona, atorgada el 1997.
Va morir a l'hospital de la Vall d'Hebron de Barcelona el 4 de febrer de l'any 2000. Havia estat ingressat el 28 de gener per culpa de les cremades provocades per un incendi a casa seva produït un curtcircuit. Fou sebollit al nínxol 4384 (sisè pis del novè departament) del Cementiri de les Corts (Barcelona).
Se li va dedicar una placeta a Ciutat Vella, el seu barri de sempre, rere el nou Mercat de Santa Caterina. L'any 2012 l'actor Joan Pera com a homenatge a Joan Capri, va estrenar un espectacle teatral basat en els seus monòlegs.

## Produccions

### Filmografia
- 1953 Vuelo 971. Director: Rafael J. Salvia.
- 1953 Concierto mágico. Director: Rafael J. Salvia.
- 1953 Juzgado permanente. Director: Joaquín Luis Romero Marchent.
- 1954 El padre Pitillo. Director: Juan de Orduña.
- 1954 Cañas y barro. Director: Juan de Orduña.
- 1955 Zalacaín el aventurero. Director: Juan de Orduña.
- 1955 El fugitivo de Amberes. Director: Miguel Iglesias.
- 1956 La legión del silencio. Director: José María Forqué.
- 1956 Sucedió en mi aldea
- 1957 Juanillo, papá y mamá. Director: Lorenzo Gicca Palli.
- 1957 Un tesoro en el cielo
- 1958 El azar se divierte
- 1958 Avenida Roma, 66
- 1961 Juventud a la intemperie. Director: Ignacio F. Iquino
- 1962 Los castigadores. Director: Alfonso Balcázar.
- 1964 Los felices 60. Director: Jaime Camino
- 1968 En Baldiri de la costa. Director: Josep Maria Font
- 1969 L'advocat, l'alcalde i el notari. Director: Josep Maria Font.

### Discografia
- 1961 El Casament (de "El fiscal Recasens") de Josep Maria de Sagarra - El nàufrag . Vergara.
- 1961 El Desmemoriat -El maniàtic . Vergara.
- 1962 De Madrid a Barcelona en tercera / L'inventor. Vergara
- 1963 La Guerra del 600 -Les pastilles . Vergara.
- 1963 El descontent / Pobre Gonzalez!. Vergara
- 1664 Si vols una noia / Si vols un noi. Vergara
- 1964 La Ciutat - Ja tenim minyona . Vergara.
- 1965 Parla Mossèn Ventura. Vergara
- 1965 El Desorientat - Com està la plaça. Vergara.
- 1965 Dites i fets de mossèn Ventura . Vergara. (LP)
- 1966 Els savis / Acabarem ximples. Vergara
- 1967 El pis i l'estalvi / La tia Amèlia. Vergara
- 1967 Futbolitis / La vida és un serial. Vergara
- 1967 El casament + 5 més. Vergara (LP)
- 1967 El nàufrag + 5 més. Vegara (LP)
- 1968 El suïcidi / Vivendes protegides. Vergara
- 1968 No som res / Ja som algú. Vergara
- 1968 Futbolitis + 5 més. Vergara (LP)
- 1969 El pobre viudo. Vergara (LP) - Original de Santiago Rusiñol, Gravat en directe al Teatre Romea
- 1970 La tele / La moda maxi. Ariola
- 1971 L'Enterramorts. Ariola.
- 1971 Parla Mossèn Ventura + 4 més. Ariola-Eurodisc (LP)
- 1972 El mandrós. Ariola
- 1974 El Cinturó de Ronda / La primera comunió. Ariola
- 1975 Quina tia / El món és així. Ariola
- 1976 El taxista / Mengem massa!!!. Ariola
- 1976 Com està la plaça + 4 més. Gramusic (LP)
- 1977 El taxista + 6 més. Ariola (LP)
- 1997 El Millor Joan Capri. BMG Music Spain (2 CD).[2]